# Romlott oktatás
A Romlott oktatás (eredeti cím: Bad Education) 2019-ben bemutatott amerikai bűnügyi filmdráma, amelyet Cory Finley rendezett, Robert Kolker a New York magazinban megjelent írása alapján. A főbb szerepekben Hugh Jackman, Allison Janney, Geraldine Viswanathan, Alex Wolff és Rafael Casal látható.
Először a Torontói Nemzetközi Filmfesztiválon mutatták be 2019. szeptember 8-án. Az Amerikai Egyesült Államokban 2020. április 25-én, Magyarországon 2020. május 10-én az HBO mutatta be.

## Cselekmény
Dr. Frank Tassone és asszisztense, Pam Gluckin felelősek a kerületben végrehajtott messzemenő fejlesztésekért, amelyeknek köszönhetően a Roslyn High School az ország negyedik legjobb állami iskolájává vált. A mindig népszerű Frank néhány anyuka közeledését azzal hárítja el, hogy megemlíti felesége néhány évvel korábbi halálát. Egy Las Vegas-i konferencián való részvétel közben azonban viszonyba kezd egykori diákjával, Kyle Contrerasszal.
Egy Rachel Bhargava nevű lányt azzal bíznak meg, írjon cikket a Roslyn High School diákújságjának az iskola tervezett skywalkjáról, és Frank arra biztatja, hogy úgy közelítse meg a cikket, mint egy profi újságíró. Rachel érdeklődik a projektről, és következetlenségeket fedez fel a kerület pénzügyeiben. Mint kiderül, Pamnek van egy hamis megyei költségkártyája, amelyet az unokahúga, Jenny, a megyei hivatalnok használ. Pam fia ezzel a kártyával több ezer dollár értékben vásárol anyagokat a háza felújításához, amit az iskolaszék elnöke, Bob Spicer egy rokonától tud meg, aki szemtanúja volt a vásárlásnak.
Amikor Bob és az iskolaszék összetűzésbe kerül Pammel, megtudják, hogy legalább 250 ezer dollárnyi adófizetői pénzt sikkasztott el. Franknek sikerül meggyőznie a tanácsot, hogy csendben rendezzék az ügyet, nehogy nyilvános botrányt okozzon az iskolának. Úgy döntenek, az adócsalás titokban marad, így Pam kénytelen felmondani. Frank ráveszi Phil Metzgert, a kerületi könyvelőt, hamisítsa meg a kerület pénzügyi dokumentumait, és őt ülteti be Pam ideiglenes helyére. Frank Jenny-t egy sokkal kevésbé fontos szerepkörbe helyezi át, és azzal fenyegetőzik, hogy leleplezi a közpénzekkel való visszaélést.
A Skywalk számára végzett kutatásai során Rachel sikkasztásra utaló bizonyítékokat fedez fel ismeretlen cégektől származó, teljesítetlen megrendelések és magas tanácsadói díjak formájában. Ezek között szerepel egy 803 ezer dolláros éves kifizetés egy olyan cégnek, amelynek állítólagos székhelye egy manhattani lakcímen található. Rachel elmegy a lakáshoz, és az ajtóban egy férfi fogadja. Amikor Rachel épp elhagyni készül az épületet, meglátja egymást Frankkel, amint a férfi bemegy a lakásba. A lakás tulajdonosa Tom Tugierro, Frank férje. Rachel rájön, Frank fedőszervként találta ki a céget, és ő is részt vesz a sikkasztásban. Visszatérve az iskolába, Frank figyelmezteti Rachelt, ne hozza nyilvánosságra a tényeket.
Phil Metzger szembesíti Franket azzal, hogy a megye pénzéből első osztályon repült Londonba Kyle Contrerasszal. Frank fenyegetőzve Philre hárítja a felelősséget, mivel ő nem ismerte fel Pam eredeti csalását, és részt vett annak eltitkolásában. Phil megígéri, hallgatni fog, de Frank mesterkedései így is lelepleződnek: Rachelnek sikerül rávennie az iskolaújságot, hogy nyomtassa ki a riportját. Frank megkéri Bobot, ne ismerje be a csalást, amíg nem biztosítja az iskola költségvetését a Skywalkra. Bob figyelmen kívül hagyja Frank kérését, és a csalást teljes egészében nyilvánosságra hozza.
Pamet, Jennyt és Philt letartóztatják. Pam hajlandó tanúskodni Frank ellen, amikor a családját vádemeléssel fenyegetik, és bizonyítékot szolgáltat a csalásról. Frank felmond, és több tízezer dollárnyi készpénzzel Nevadába menekül, ahol vesz egy házat Kyle-nak, és összeköltözik vele. Nem sokkal később letartóztatják, New Yorkba szállítják, és ott elítélik. A film végén Frank a börtönben arról fantáziál, hogyan tette a Roslyn High Schoolt az ország legjobb iskolájává.
A stáblista alatt a nézők megtudják, hogy Frank 2,2 millió dollárt csalt ki, és 4-től 12 évig terjedő börtönbüntetésre ítélték. Pam 4,3 millió dollárt csalt el, és tanúskodott Frank ellen; őt 3-tól 9 évig terjedő börtönbüntetésre ítélték. Összesen 11 millió dollárt csaltak el: ez a legnagyobb iskolai pénzsikkasztás az USA történetében. Mindezek ellenére Frank még mindig kapja a 173 495,04 dolláros nyugdíját.

## Szereplők
| Színész               | Szerep                | Magyar hang        |
| --------------------- | --------------------- | ------------------ |
| Frank Tassone         | Hugh Jackman          | László Zsolt       |
| Pam Gluckin           | Allison Janney        | Molnár Zsuzsa      |
| Rachel Bhargava       | Geraldine Viswanathan | Pekár Adrienn      |
| Nick Fleishman        | Alex Wolff            | Czető Ádám         |
| Kyle Contreras        | Rafael Casal          | Czető Roland       |
| Thomas „Tom“ Tuggiero | Stephen Spinella      | Végh Péter         |
| Jenny Aquila          | Annaleigh Ashford     | Bogdányi Titanilla |
| Big Bob Spicer        | Ray Romano            | Dézsy Szabó Gábor  |
| David Bhargava        | Hari Dhillon          | Galbenisz Tomasz   |
| Phil Metzger          | Jeremy Shamos         | Kassai Károly      |
| Carol Schweitzer      | Stephanie Kurtzuba    | Mezei Kitty        |
| Judy Shapiro          | Catherine Curtin      | Kiss Erika         |
| Sharon Katz           | Kathrine Narducci     | Szórádi Erika      |
| Howard Gluckin        | Ray Abruzzo           | Jakab Csaba        |
| Amber McCarden        | Kayli Carter          | Laudon Andrea      |
| Jim Boy McCarden      | Jimmy Tatro           | Szatory Dávid      |
| Kerületi ügyész       | Pat Healy             | Pál Tamás          |

### Magyar változat
- Főcím: Endrédi Máté
- Magyar szöveg: Imri László
- Hangmérnök és vágó: Erdélyi Imre
- Gyártásvezető: Újréti Zsuzsa
- Szinkronrendező: Egyed Mónika
- Produkciós vezető: Marjay Szabina

A szinkront a SDI Media Hungary készítette el.

## A film készítése
A forgatókönyvet Mike Makowsky írta, aki 2004-ben a Roslyn Union Free School District középiskolás diákja volt, amikor Frank Tassone igazgatót letartóztatták első fokú lopásért. Makowsky megvásárolta Robert Kolker New York-i cikkének jogait a témában, és visszatért gyermekkori szülővárosába, hogy összeállítsa a kutatási anyagot a projekthez. Arra számított, olyan filmet ír, amelyben Tassone-t egyszerű gazemberként ábrázolja. Az egykori tanáraival és szomszédaival készített interjúk azonban sokkal árnyaltabb képet mutattak Tassone-ról, amelyből végül a forgatókönyv is született. Roslyn városa iránti tiszteletből úgy döntöttek, az elkövetőket nem vonják be a film készítésébe.
Makowsky, Fred Berger, Brian Kavanaugh-Jones, Julia Lebedev, Edward Vaisman és Oren Moverman az Automatik és a Sight Unseen égisze alatt készítették a filmet. Hugh Jackman 2018 márciusában kezdett tárgyalásokat a film főszerepéről. Cory Finley-t (akinek előző filmje a Sundance kedvence, a Telivérek volt) ugyanakkor bejelentették rendezőként.
Jackman a dialektusoktatójával, Jess Platt-tel dolgozott, hogy tökéletesítse Tassone akcentusát. Jackman megjegyezte; „20 éve nem csináltam filmet nélküle, kivéve persze az Ausztráliát. Én olyan ember vagyok, aki könnyen eljut egy akcentus 80 százalékáig, de az utolsó 20 százalék az, ami igazán sokat számít. Ott volt velem a forgatáson, kiabált és sikoltozott, és ő eredetileg brooklyni, szóval jártas a környéken, és jól ismeri.”
2018 júniusában Allison Janney csatlakozott a film szereplőgárdájához, a következő hónapban pedig Geraldine Viswanathan és Ray Romano írt alá. 2018 októberében több mellékszereplőt szerződtettek, köztük Alex Wolffot, Rafael Casalt, Stephen Spinellát és Annaleigh Ashfordot. A forgatás 2018 októberében kezdődött.

## Bemutató
A Romlott oktatás világpremierje a Torontói Nemzetközi Filmfesztiválon volt 2019. szeptember 8-án. Nem sokkal később az HBO Films 17,5 millió dollárért megszerezte a forgalmazási jogokat, ami a fesztivál legnagyobb üzletét jelentette. A film 2020. április 25-én jelent meg az HBO premium kábelcsatornán és az HBO streaming szolgáltatásain. A film az HBO Max megjelenésekor is megtekinthető volt.